# 戴维·巴特利特

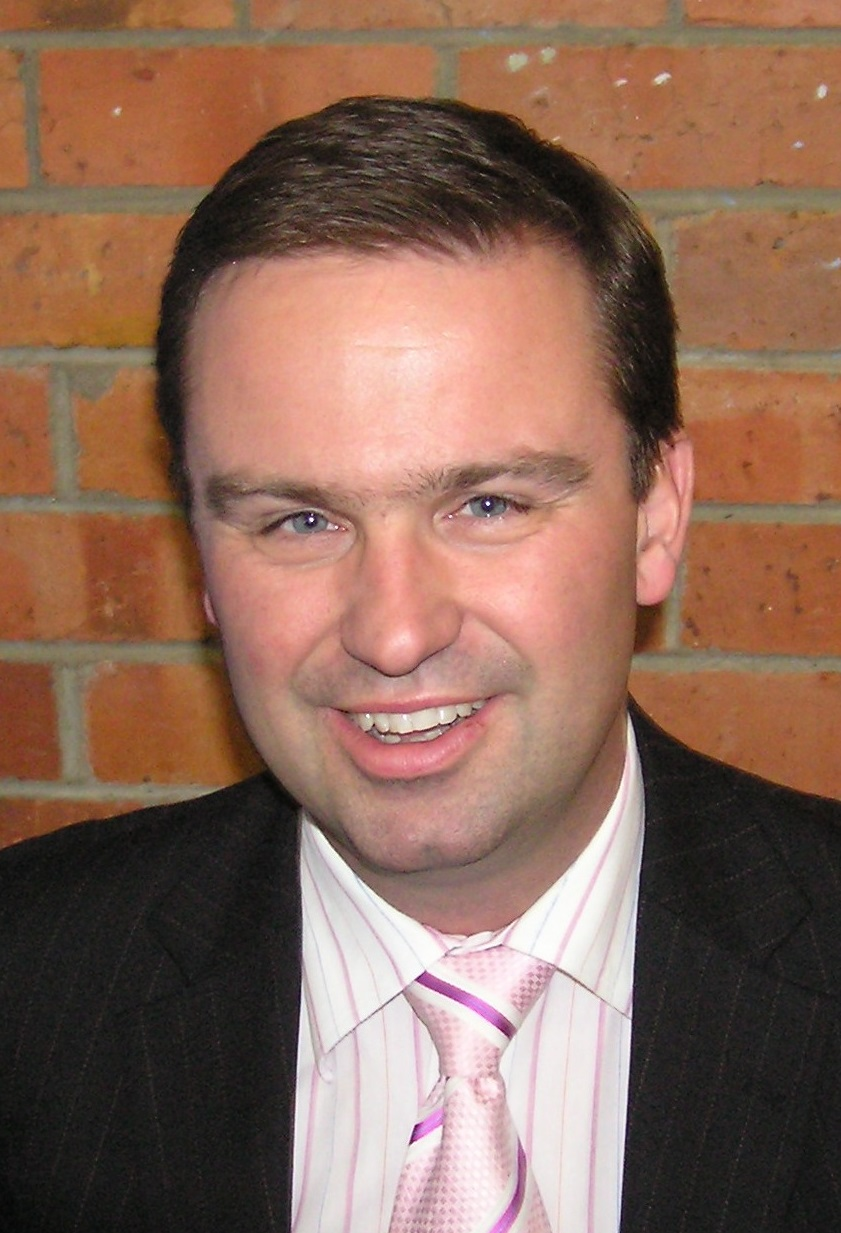

戴维·巴特利特（英語：David John Bartlett，1968年—）是前任澳大利亚塔斯马尼亚州州长( 州總理 )。他从2008年5月26日起担任州长一职直到2011年。他幼时就读于纳尔逊山小学，然后就读Taroona中学及霍巴特学院，并在塔斯马尼亚大学获得理学学士学位。

## 家庭
戴维·巴特利特有两个孩子。